# Barbara Łągiewka
Barbara Łągiewka – polska poetka, polonistka, pedagog.
Teksty autorki pojawiały się od 1988 roku w prasie lokalnej i ogólnopolskiej o profilu kulturalnym. Jest autorką tekstów poetyckich, fraszek i aforyzmów. W 1992 roku wydała swój pierwszy tomik poezji: Z rzymskich wakacji. Dotychczas ukazały się również tomiki: Krótko mówiąc (1995), Nieczułe słówka (2002), Wywar z przywar (2007). Autorka jest laureatką wielu konkursu min: Ogólnopolskiego Konkursu Literackiego im. Stanisława Jerzego Leca z 2001 roku gdzie wygrała wierszem Bezkarność. W 1995 roku konkursowym almanachu Czarno – białe rysunki  zamieszczone były jej wiersze liryczne. Wiersze satyryczne zostały wydrukowane w Almanachu Częstochowy w 1996 roku. Teksty autorki prezentowane były również w radiowych audycjach oraz przez aktorów Teatru im. Adama Mickiewicza w Częstochowie. Była nauczycielką języka polskiego w I Społecznym Liceum Ogólnokształcącym im. Zbigniewa Herberta STO w Częstochowie.
Barbara Łągiewka była żoną zmarłego w 2005 roku wybitnego filologa i pedagoga Edmunda Łągiewki.